# Apateu
Apateu (en hongrois : Apáti) est une commune du județ d'Arad, Roumanie qui compte 3 176 habitants.
La commune est composée de 3 villages : Apateu, Berechiu et Moțiori.

## Culture
D'après le recensement de 2011, la commune compte 3 176 habitants, en forte baisse par rapport au recensement de 2002 où elle en comptait 3 684.